# Teodoro Pródromo
Teodoro Pródromo ou Prodromo (em grego: Θεόδωρος Πρόδρομος; romaniz.: Theódoros Pródromos; em latim: Prodromus; ca. 1100 – ca. 1165/70), provavelmente a mesma pessoa chamada de Ptocoprodromo (em grego: Πτωχοπρόδρομος; "Pobre Pródromos"), foi um escritor bizantino, conhecido por sua obra em prosa e poesia.

## Biografia
Muito pouco se sabe sobre a sua vida. Continuando o gênero iniciado por Nicolau Calicles, ele escreveu poemas ocasionais para um diverso círculo de patronos na corte do Império Bizantino. Algumas das peças literárias atribuídas a ele permanecem inéditas, enquanto que outras, publicadas, foram erroneamente atribuídas a ele. Teodoro escreveu durante os reinados de João II Comneno (r. 1118–1143) e Manuel I (r. 1143–1180), sendo que, deste último, recebia uma prebenda. Ele terminou seus dias como um monge. 
Apesar dos panegíricos e de sua forma convencional, suas obras, geralmente compostas em público, são uma fonte de  informações sobre muitos aspectos da história bizantina do período. Há uma forte veia satírica em suas obras, que vão desde epigramas e diálogos até cartas e, ocasionalmente, peças em prosa e verso. 

## Obras
A atividade literária de Teodoro Pródromo foi vasta e versátil, com diversas obras que chegaram até nossos dias em grego. Tomando como exemplo a Etiópica de Heliodoro de Emesa, ele escreveu uma novela em verso chamada Rodante e Dosicles (Τὰ κατὰ Ῥοδάνθην καὶ Δοσικλέα), em nove livros. A "Guerra de Gatos e Ratos" (Κατομυομαχία) é uma paródia dramática das tragédias gregas clássicas, com papéis dramáticos para os ratos. A ação acontece fora do palco e é relatada em dois discursos proferidos por um mensageiro. Um deus ex machina (solução mirabolante) salva os ratos do gato no final. Ele também escreveu dois poemas satíricos, um contra uma velha assanhada (Κατὰ φιλοπόρνου γραός) e outro contra um velho barbado (Κατὰ μακρογενείου γέροντος). Também chegou até nossos dias um poema astrológico sobre o poder e o significado dos planetas. Os "Versos sobre os Doze Meses" (Στίχοι εἰς τοὺς δώδεκα μῆνας) são importantes para a história cultural da época. Pródromo também escreveu diversos poemas ocasionais e epigramas, geralmente por conta de algum evento público de importância histórica ou com o objetivo de implorar por alguma coisa. Por fim, ele escreveu também uns poucos poemas religiosos e tratados sobre teologia, filosofia e gramática, além de diálogos escritos no estilo de Luciano de Samósata, alguns discursos eventuais, cartas e muitas outras coisas.

## Ptocoprodromo
Uma coleção de quatro poemas, escritos em grego medieval, chegaram até nossos dias sob o nome de "Ptocoprodromo", porém ainda não se estabeleceu com certeza se eles foram escritos por Teodoro ou por outrem imitando ou até mesmo parodiando seu estilo. Uma tentativa foi proposta para resolver o problema da autoria ao defender a hipótese de que havia de fato dois poetas de mesmo nome. A evidência foi encontrada em um verso entre os escritos de Ptocoprodromo, onde o autor elogia o "famoso escritor, harmonioso tolerante", que fora seu "amigo e predecessor", Porém, ao tentar separar quais poemas pertencem a qual autor, nos deparamos com obstáculos insuperáveis.
A parte básica dos escritos de Ptocoprodromo consiste de cinco poemas de lamentos e implorações, que são chamados de "ABCDE". O poema "A" lamenta sobre a esposa faladeira do poeta e clama pela ajuda do imperador João II Comneno. O poema "B" é endereçado a um sebastocrator e implora pela caridade de melhorar o menu. O poema "C", endereçado ao imperador Manuel I Comneno, relata a reclamação de um jovem monge sobre as condições de vida escandalosas em seu mosteiro. O poema "D" é nada mais que um paralelo com o poema "C", enquanto que o "E" descreve um escritor bizantino.
Os manuscritos estão assinados por um "Prodromo" ou "Teodoro Prodromo", com outras variações do tema. Um manuscrito da sátira C está assinado como "Hilário (Ptoco)prodromo", que escreveu num grego bizantino purista. O bilinguismo não é tão surpreendente, já tendo sido encontrado antes na obra de Miguel Glicas. Porém, muitos estudiosos acreditam que nem a sátira monástica (C) e nem a sátira sobre o autor (E) podem ser reconciliadas a contento com a vida de Teodoro Pródromo. Outros ainda sugerem que Hilário seria o filho de Teodoro, atribuindo as referências errôneas sobre a autoria nos manuscritos a erros de copistas posteriores. Não há, porém, evidência alguma disto.